# Vostok (cratère)
Pour les articles homonymes, voir Vostok.
Vostok est cratère d'impact sur Mars. Il a été découvert par la sonde martienne Opportunity de la mission Mars Exploration Rover le Sol 399 (8 mars 2005). 

## Géographie et géologie
Vostok se trouve à environ 1,2 km au sud du cratère Endurance dans la région de Meridiani Planum.
Le cratère est en partie recouvert de sable déposé au fil du temps par les vents martiens, seuls quelques affleurements rocheux sont encore visibles çà et là.

## Exploration parOpportunity
Sur le chemin le menant au cratère Vostok, Opportunity a rencontré quelques petits cratères tels que : Argo, Jason et Alvin.
Pendant son séjour sur le site du cratère Vostok, Opportunity a analysé un rocher baptisé Gagarine en l'honneur du célèbre Cosmonaute Russe, Youri Gagarine.
Des images d'un échantillon d'une parcelle de sol martien baptisé Laïka ont aussi été faites.
Opportunity a quitté le cratère Vostok le sol 404 pour reprendre sa route en direction du cratère Erebus, puis se dirigea vers le cratère Victoria.

## Cratères visités par Opportunity

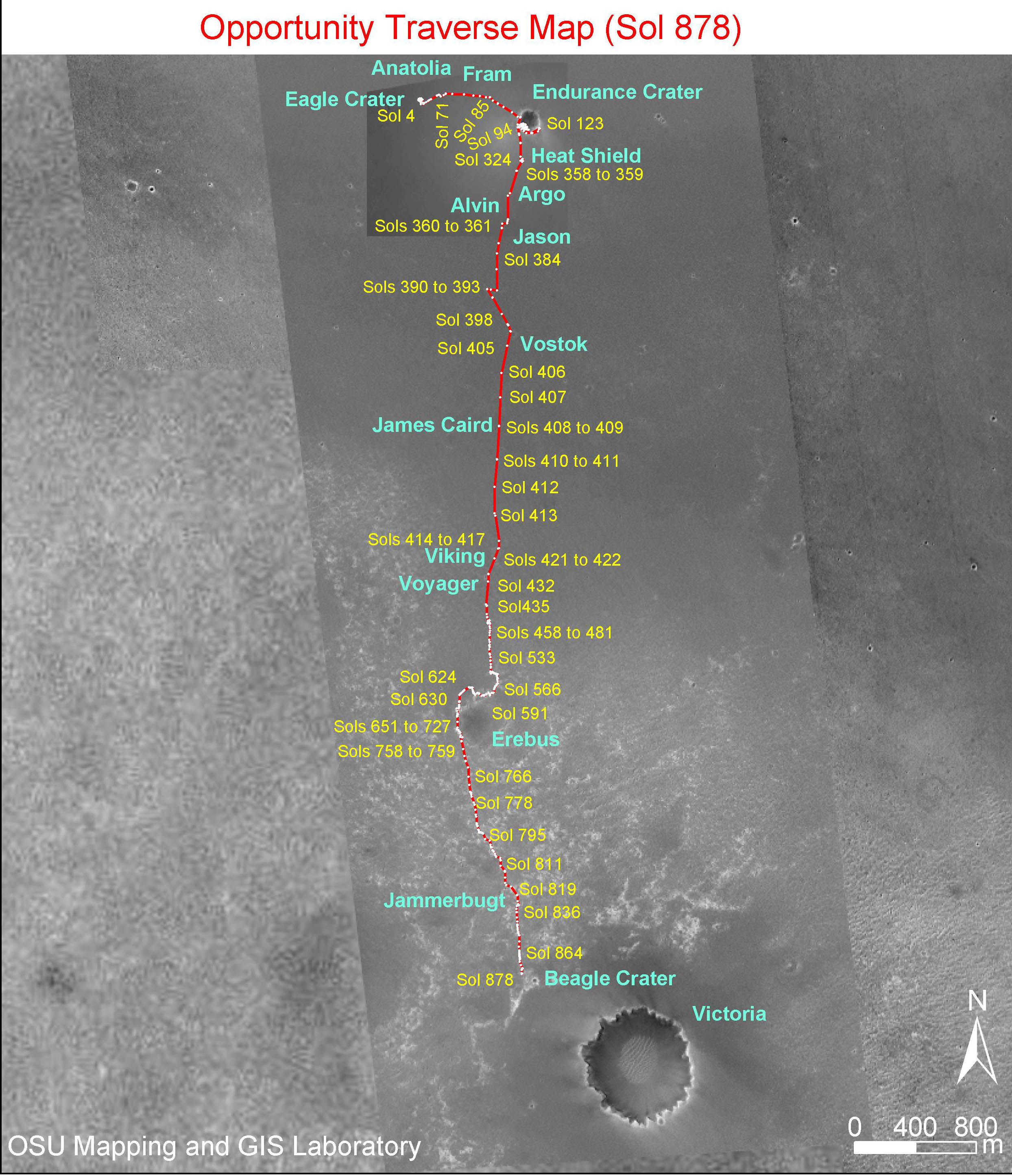
Trajet d'Opportunity sur Meridiani Planum

- Argo
- Beagle
- Beer
- Eagle, site d'atterrissage d'Opportunity
- Emma Dean
- Endurance
- Erebus
- Mädler
- Victoria
- Vostok
- Concepcion
- Santa Maria